# José Abad Azpilicueta
José Abad Azpilicueta (Marcilla, Navarra, 26 de julio de 1930-Madrid, 1985) fue un pintor español, reconocido por su destreza en el uso de acuarelas, técnica en la cual destacaba notablemente.
Durante varios años, ejerció como profesor de esta técnica y sus obras fueron exhibidas en varias exposiciones en diferentes partes de España.

## Biografía
José nació en la localidad navarra de Marcilla en 1930, la cual se encuentra a 57 kilómetros de la capital de la comunidad. Allí vivió gran parte de su infancia, hasta los diez años, que fue cuando su familia se mudó a Madrid por razones de trabajo en 1940.
Una vez allí recibiría su educación en el colegio Menéndez Pelayo, en donde descubriría su gran habilidad con el dibujo, lo que, a su vez, influiría en sus elecciones profesionales en el futuro.
Es por ello, que más adelante decidiría formarse para trabajar como delineante, lo que le llevaría a trabajar en el Banco Mercantil Industrial.
Posteriormente, debido a su afición por la pintura, decidió ingresar en la Agrupación Española de Acuarelistas, en donde pronto demostraría una gran fascinación y habilidad por esta técnica.
Tanto es así, que en pocos años se le otorgó un puesto como profesor de la Agrupación, lo cual despertaría otra de sus grandes ocupaciones de su vida, la docencia, teniendo una gran vocación hacia esta profesión.
Se casó con María Carmen Diaz Mora, y durante el resto de su vida se seguiría dedicando a su trabajo y a la pintura, llegando a pintar una gran cantidad de obras, aunque su principal ocupación dentro del ámbito artístico sería la docencia.
A pesar de ello, participó en algunas exposiciones, en donde enseñó su arte a gran cantidad de entusiastas de la pintura. La gran mayoría de estas exposiciones se celebrarían en Madrid o en Navarra, su tierra natal. En esta última, se puede destacar la que se celebró en la sala de exposiciones de la Caja de Ahorros Municipal de Pamplona de García Castañón, donde expuso sus mejores obras.
Finalmente, moriría en 1985, dejando un legado importante para la pintura con acuarela, pintando una gran cantidad de obras, y sirviendo como maestro para diversos aprendices de la técnica.

## Obra
Prácticamente la totalidad de su obra son acuarelas, pues era un experto en la técnica, destacando en ella desde que entró a la Agrupación Española de Acuarelistas.
Aprendió de sus mentores, Félix Hernáez, Pedro Villarroig y Pepe Valenciano, los cuales influyeron en su forma de pintar, aunque acabaría desarrollando una técnica propia muy característica.
La principal temática de sus cuadros eran los paisajes, siendo de contenido muy heterogéneo, pudiendo encontrar desde la escena de un río, hasta la representación de un pueblo. Era un gran amante de la naturaleza, y conocedor de sus formas, por lo que lograba que sus paisajes fueran obras de gran valor.
Abundan las obras con cuerpos de agua, ya sean orillas de ríos o escenas marítimas, en las cuales juega con los contrastes de tonos y sombras del agua, logrando plasmar los movimientos de las corrientes de forma muy virtuosa.
También hay múltiples representaciones de bosques y arboledas, con una vegetación muy exuberante.
Su gran conocimiento de la perspectiva y de las formas, hacía también que sus representaciones rurales, las cuales son las más abundantes de su trabajo, tuvieran una personalidad propia, creando un ambiente muy cercano.
Además de los múltiples paisajes que representó por toda España, también pintó bodegones, los cuales destacan por el complejo uso de las luces y la precisión en las formas.
También cabe destacar su habilidad a la hora de captar la iluminación, la cual junto a los colores claros que generalmente utiliza en sus obras, consigue crear cuadros de gran vitalidad y muy característicos. 
No es muy común que aparezcan personas y animales en sus pinturas, hay varias excepciones, pero en términos generales la gran magnitud de su obra consistiría en paisajes naturales o edificaciones.